# ふくや
株式会社ふくや（英語: Fukuya Co., Ltd.）は、福岡県福岡市博多区に本社を置く、辛子明太子を初めて製造したメーカーである。

## 概要
創業者の川原俊夫が満州から福岡に引き揚げたのち、博多の中洲市場へ移住して開いた「ふくや」が起源である。当時は食料品を店舗向けに卸す商店で中華料理の食材に強く、「鳴海屋」「トーホー」と共に「福岡の三大食品卸商店」と称された。
その後、川原はオリジナル商品として釜山でよく食べていたたらこのキムチ漬け「明卵漬」を店の目玉商品として日本風にアレンジした「明太子」を初めて製造し、1949年1月10日から販売した。そのため、1月10日が「明太子の日」とされている。辛い物を食べ慣れない日本人の口に合わず、発売当日には「辛すぎる」とクレームが入った。川原はめげずに改良を重ねた結果、博多の惣菜として受け入れられ行列ができるほど人気の商品になった。1957年には日本で初めて「味の明太子」と命名した。
明太子のヒットを受けて他社も模造品を売り出したため「特許を取得した方が良い」と助言を受けるも川原は「明太子はただの惣菜。特許は必要ない」と意に介さず商標登録や製造法特許も取得しなかった。それどころか、むしろ「我が社の明太子が口に合わないお客さんもいる。辛さの加減や色んな味も含め様々なメーカーがあって色々な人に食べられる方がいいと思う。ウチと同じ味でなければ作り方は教えるので、みんなで作ればいい」と地元同業者へ製造方法を教えた。他社からは「後発組だが気兼ねなく市場に参入できる土壌を作ってくれた」と川原に感謝の念を抱き、福岡の明太子メーカーは150社以上にものぼった。様々な風味の明太子が生み出されマーケットが拡大していく中、1975年に新幹線・博多駅が開業し、出張や観光で福岡に訪れた観光客から絶好のお土産として注目された。当時ふくやは直販のみで2店舗しかなかったが、博多名物として他のメーカーが駅やデパート、空港や東京などに進出するなど全国展開され定着するきっかけとなり、今では明太子市場は1,300億円にも到達するようになった。
後継ぎである息子・川原正孝(現会長)からは「市場も大きくなったので元祖と出したらどうか」と提案されるも俊夫は「元祖と書いて明太子が美味しくなる訳ではない。最初に明太子を作ったメーカーが1番ではなく、1番美味しい明太子を作ったメーカーがナンバーワンだ」と説き、未だに本家・元祖とは名乗っていない。
卸販売はせず鮮度管理を徹底するため、直販方式をとっており、福岡県内36店舗・東京2店舗（2008年4月時点）で営業している。
コールセンターを設けるなど通信販売も積極的に展開しており、近年ではインターネット通販にも力を入れ、全国からの顧客を取り込んでいる。経営トップから社員・パートに至るまで全員が「販売士」資格を取得するなど、顧客志向の経営体制が評価され、2003年度に経済産業大臣より第14回消費者志向優良企業（製造業）として、資生堂とプロクター･アンド・ギャンブル・ファー・イースト・インクとともに表彰された。
明太子販売のノウハウを生かし、食材営業課が業務用食品を取り扱うスーパーマーケット「たべごろ百旬館」（1店舗）を運営しており、新鮮な魚や野菜、業務用食材などを取り扱っている。
登記上の本店は、中洲にある実店舗の本店。本社は本店の上階にある。通販部門などは、工場がある福岡県福岡市東区社領2丁目14番28号（ふくやフーズファクトリー）にある。
2013年10月31日、経営問題が浮上した日本プロサッカーリーグ（Jリーグ）に加盟するアビスパ福岡に対して、明太子のギフトセットの売上全額をアビスパに支援する企画を行い、11月1日までに合計2,296セット（当初1,000セット、追加1,296セット）を完売した。なお、支援金総額は888万8,000円になる見込みと報じられている。
2016年5月には、テレビ東京系列のカンブリア宮殿に出演。

## 沿革
- 1948年 - 福岡県福岡市博多区中洲に創業。
- 1949年 - 明太子の製造、販売を開始。
- 1980年 - 創業者川原俊夫死去。法人改組し、株式会社ふくやとなる。
- 1985年 - 受注センター開設。
- 1994年 - ふくやフーズファクトリー開設。
- 1997年 - オンライン通信販売開始。
- 1999年 - ISO 14001取得。
- 2002年 - 福岡県知事より、第1回「福岡県男女共同参画企業賞」受賞。
- 2004年 - 消費者志向優良企業表彰受賞（経済産業大臣より）。
- 2005年 - COMS（消費者志向マネジメントシステム）、NACS（日本消費生活アドバイザー・コンサルタント協会）基準による認定格付AAAを第1号企業として取得。
- 2008年 - ISO22000取得。メセナアワード2008（メセナ大賞部門「網の目コミュニケーション賞」）受賞。
- 2010年 - 博多名物をせんべいにした商品「博多かわりみ千兵衛」販売開始[10]。ゆるキャラとして「かわりみ千兵衛」の着ぐるみも登場[11]、地元イベントのみならず「ゆるキャラグランプリ」にも出場し全国に博多をアピールしている。
- 2013年 - 明太子を調味料感覚で気軽に使用できる「ツブチューブ」を発売。オリーブバジル、ゆず、ごま油味など11種類が販売され、発売から3年で累計60万本を販売するヒット商品に。
- 2013年 - 「博多の食と文化の博物館」（ハクハク）オープン。
- 2016年 - 明太子市場で30年連続売り上げNo.1を達成。
- 2018年 - 同社の食材営業課が運営する業務用食品スーパー「たべごろ百旬館」がオール日本スーパーマーケット協会に加盟。

## テレビ番組
- 日経スペシャル カンブリア宮殿 "信頼"が商売を広げる！ 博多名物を生んだ「ふくや」感動経営術（2016年5月26日、テレビ東京）[12]
- ドゲンジャーズ - 福岡のローカルヒーロー番組、2022年4月から放送のシーズン3『ドゲンジャーズ ハイスクール』はふくやの娘の真子が主役で以降のシリーズにも登場している。
- めんたいぴりり - 2013年8月にテレビ西日本で放映されたテレビドラマで、一社提供スポンサーでもある。創業者の川原俊夫夫妻をモデルにしている。当社が実際に使用しているサブブランドの「ふくのや」は、同作の舞台となった店舗が由来。
  - めんたいぴりり2
- 走れ!山笠 - 九州朝日放送で毎年7月15日の早朝に放送されている博多祇園山笠の「追い山」の実況生中継番組。2014年から特別協賛スポンサー。

## 関連書籍
- 『明太子をつくった男 ふくや創業者・川原俊夫の人生と経営』（著者:川原健）（2013年1月24日、海鳥社）ISBN 978-4874158739

## 関連会社
- 株式会社かわとし
- 株式会社仟
- 株式会社めんたい
- 株式会社メルヴェーユ
- 株式会社スリーエフコーポレーション
- 株式会社メディアシステム
- 株式会社バイオレッツ
- 株式会社福岡サンパレス
- 株式会社緑匠舎
- 株式会社石村萬盛堂